# 린드즈 레더맨
린지 레더먼(Lindze Letherman, 영어 발음: /ˈlɪndzɪ/, 1988년 11월 2일 ~ )은 미국의 배우이다.
프레즈노에서 태어났다.

## 영화
- 스탬프트! (2009년)
- 버지니아스 런 (2002년)
- 타임머신:클락스토퍼 (2002년) - 켈리 역
- 바이센테니얼 맨 (1999년) - 그레이스 마틴 - 9살 역